# Seven Men from Now
Seven Men from Now és una pel·lícula estatunidenca dirigida per Budd Boetticher i estrenada l'any 1956.	

## Argument[1]
Un antic xèrif, Ben Stride, turmentat per l'assassinat de la seva dona durant un robatori a la Wells Fargo, decideix venjar-se dels culpables. En el seu camí troba a un matrimoni de colons, John i Annie Greer, als quals ajuda en un compromís, i amb els quals fa part del trajecte. També s'uneixen al grup Bill Masters i el seu company Clete, que esperen que amb motiu de la venjança de Ben, podran obtenir el botí de l'assalt, 20.000 suculents dòlars.

## Crítica
Solidíd western de l'expert en títols del gènere de sèrie B Budd Boetticher. Amb guió de Burt Kennedy, i el suport en la producció de Batjac, la companyia de John Wayne, pinta un petit microcosmos compost en el fons per quatre personatges, dels quals queden perfilades les seves respectives psicologies amb breus traços. El lacònic Ben compost per Randolph Scott, que busca venjar-se i es culpa d'un estúpid orgull que va propiciar la mort de la seva esposa; Masters, increïble interpretació de Lee Marvin, el memorable malvat amb trets de noblesa, la dona colona Annie -sembla que Gail Russell va obtenir el paper per l'obstinació de John Wayne, que va voler ajudar-la pels problemes que ella arrossegava amb l'alcohol-, que comença a veure's atreta per Ben, i que coneix i assumeix les limitacions del seu marit John, home de bones intencions però maldestre i feble que sabrà demostrar, però, que té coratge.

## Repartiment
- Randolph Scott: Ben Stride
- Gail Russell: Annie Greer
- Lee Marvin: Bill Masters
- Walter Reed: John Greer
- John Larch: Payte Bodeen
- Donald Barry: Clete
- Fred Graham: un acòlit
- Chuck Roberson: Mason
- Stuart Whitman: tinent Collins
- Pamela Duncan: senyoreta Nellie
- John Beradino: Clint
- John Phillips: Jed
- Steve Mitchell: Fowler